# Pachnidło (film)
Pachnidło (ang. Perfume: The Story of a Murderer) – francusko-hiszpańsko-niemiecki thriller z 2006 roku w reżyserii Toma Tykwera. Adaptacja bestsellerowej powieści Pachnidło Patricka Süskinda. Za sprzedaż praw autorskich pisarz otrzymał około 10 mln euro.

## Zarys fabuły
Akcja filmu toczy się w XVIII-wiecznej Francji. Film opowiada historię Jana Baptysty Grenouille'a – obdarzonego węchem absolutnym człowieka, który zostaje seryjnym mordercą i zabija piękne kobiety, aby stworzyć swój idealny zapach. 

## Obsada
- Ben Whishaw – Jean-Baptiste Grenouille
- Dustin Hoffman – Giuseppe Baldini
- Alan Rickman – Antoine Richis
- Rachel Hurd-Wood – Laura Richis
- Corinna Harfouch – Pani Arnulfi
- Paul Berrondo(inne języki) – Dominique Druot
- Joanna Griffiths – Marianne
- Jessica Schwarz – Natalie
- Simon Chandler – burmistrz Grasse
- David Calder – biskup Grasse
- Sian Thomas(inne języki) – pani Gaillard
- Sam Douglas(inne języki) – Grimal
- Joan Serrats – Upholsterer
- Bridget McConnell – Ciotka
- Jaume Montané – Pélissier
- Birgit Minichmayr – matka Grenouille'a
- Timothy Davies – Chenier
- Ramón Pujol – Lucien
- Sara Forestier – Jeanne
- John Hurt – Narrator

## Produkcja
Zdjęcia kręcono na terenie czterech europejskich krajów:
- Francji (Grasse, Moustiers-Sainte-Marie);
- Hiszpanii (Barcelona, Girona, Figueres, Tortosa);
- Holandii (prowincja Holandia Północna);
- Niemiec (Monachium)[1][2][3].

## Soundtrack
Tarentelle
- Wykonawca: Saboï